# Nutella
A Nutella egy  mogyorós, csokoládés krém védjegyezett neve. 1964-ben a Ferrero cég vezette be.

## Története

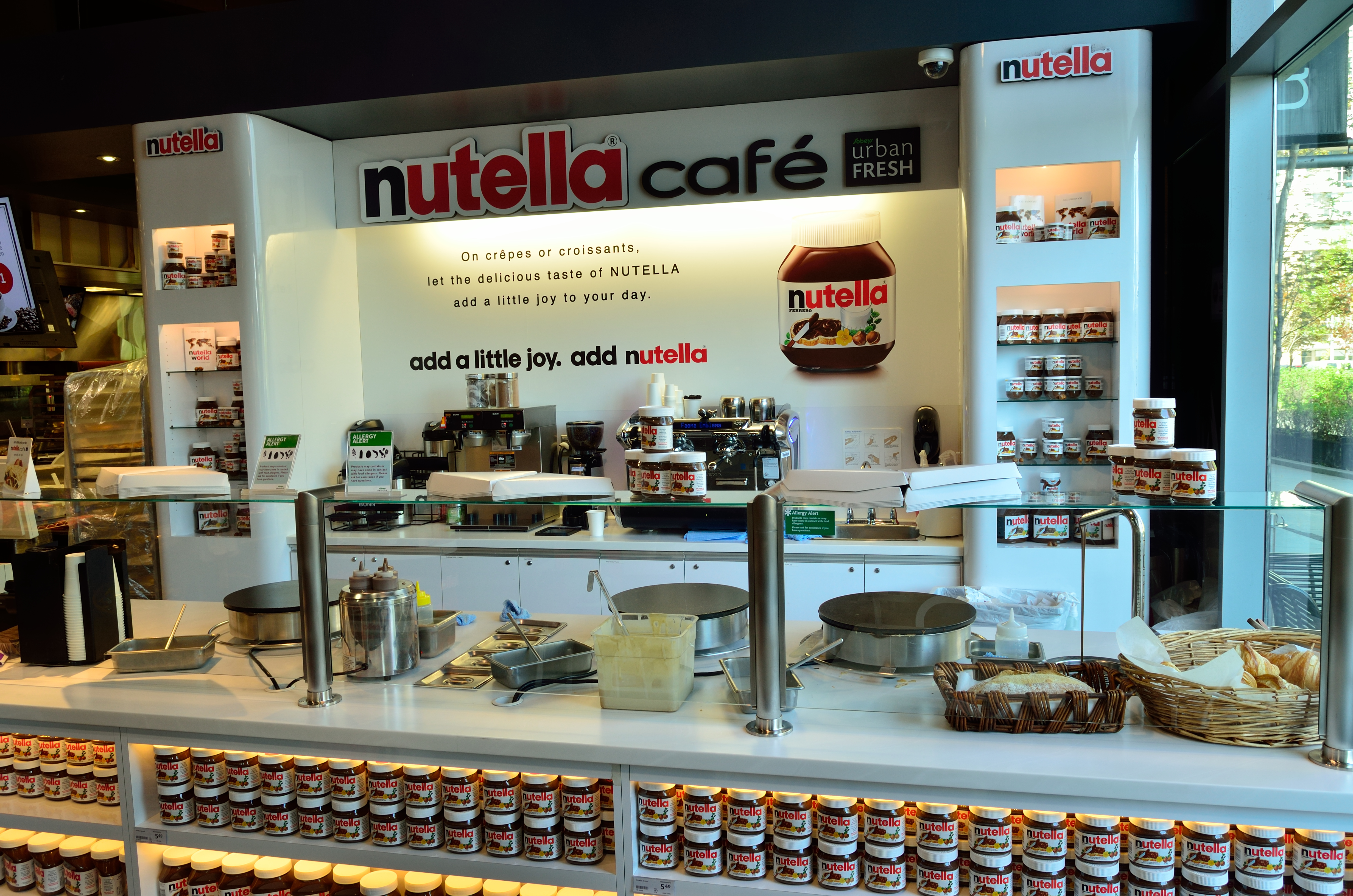
Nutella Café

A Nutella valójában Napóleonnak és Hitlernek köszönheti a születését. A francia császár 1806-ban kereskedelmi embargó alá vonta Angliát, így próbálva megroppantani a birodalmat gazdaságilag, és végső soron megnyerni a róla elnevezett háborút. Ennek a bojkottnak nem várt mellékhatása volt, hogy Európán eluralkodott a csokoládé- és kakaóhiány, mivel az nagyrészt a brit gyarmatokról, Anglián keresztül érkezett a kontinensre. Az olasz cukrászok ekkor találták ki kényszerűségből, hogy az iszonyúan drágává lett csokoládét olcsó darált mogyoróval dúsítsák. Így született meg a gianduja fantázianevű mogyorós csokikrém, amit csaknem másfél évszázaddal később, a második világháború (újabb csokihiány) alatt újított fel Pietro Ferrero.
Pietro Ferrero egy pékség tulajdonosa volt Alba városában, Olaszország mogyorótermesztéséről ismert vidékén. Termékének első, 300 kg-os, akkor még szilárd állagú adagját 1946-ban, Pasta Gianduja néven adta el. 1951-ben Supercrema névvel alkotta meg az édesség új, krémesebb változatát.
1963-ban Ferrero fia, Michele Ferrero azzal a szándékkal újította meg a Supercremát, hogy egész Európában ismert termék legyen. Módosította az összetételét és átkeresztelte Nutella névre. Az első Nutella-üveg 1964. április 20-án hagyta el a gyárat. A termék azonnal sikert aratott, és továbbra is széles körben népszerű.
Franciaországban Yves Daudigny szenátor javasolta a pálmaolaj adójának tonnánkénti 100€-ról 400€-ra való emelését. Mivel a pálmaolaj a Nutella egyik fő összetevője, így a médiában ezt „Nutella-adónak” nevezték.
A világ Nutella-napja február 5.
Az olasz posta 2014. május 14-én, a Nutella megjelenésének 50. évfordulójára bélyeget adott ki.

## Összetevői

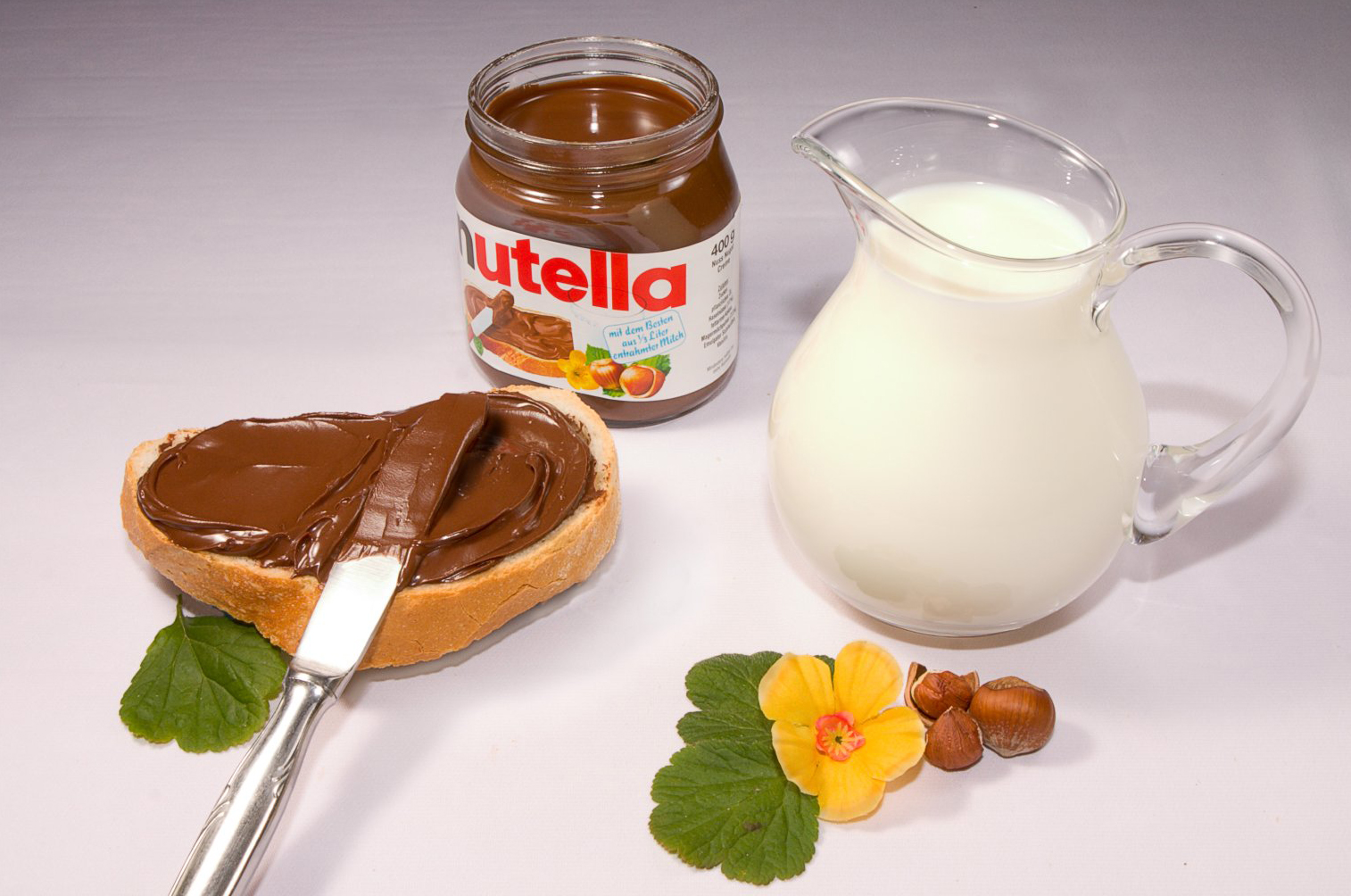
Nutellás kenyér

A Nutella fő összetevője a cukor, növényi olaj (31%, nagyrészt pálmaolaj), mogyoró (13%), kakaó és a sovány tej. Az Egyesült Államokban és az Egyesült Királyságban szóját is tartalmaz. Nutellát számos országban "mogyorós krémként" forgalmazzák. Az olasz jog szerint nem lehet "csokoládékrém" címkével ellátni, mivel nem felel meg a kakaó szárazanyag tartalom minimális kritériumainak. A Ferrero a mogyoró globális kínálatának 25 százalékát használja fel.
2017 novemberében a vállalat kicsit módosította a receptet, növelve a cukor és a sovány tejpor tartalmát. Mivel a termék színe világosabb lett, a hamburgi fogyasztóvédelmi központ becslése szerint a kakaó tartalma is csökkent. A recept módosítása miatt, egyes fogyasztók "felháborodtak".
A hagyományos piemonti recept alapján, körülbelül 71,5% mogyorópépet és 19,5% csokoládét tartalmazó keverék volt.

## Termelés

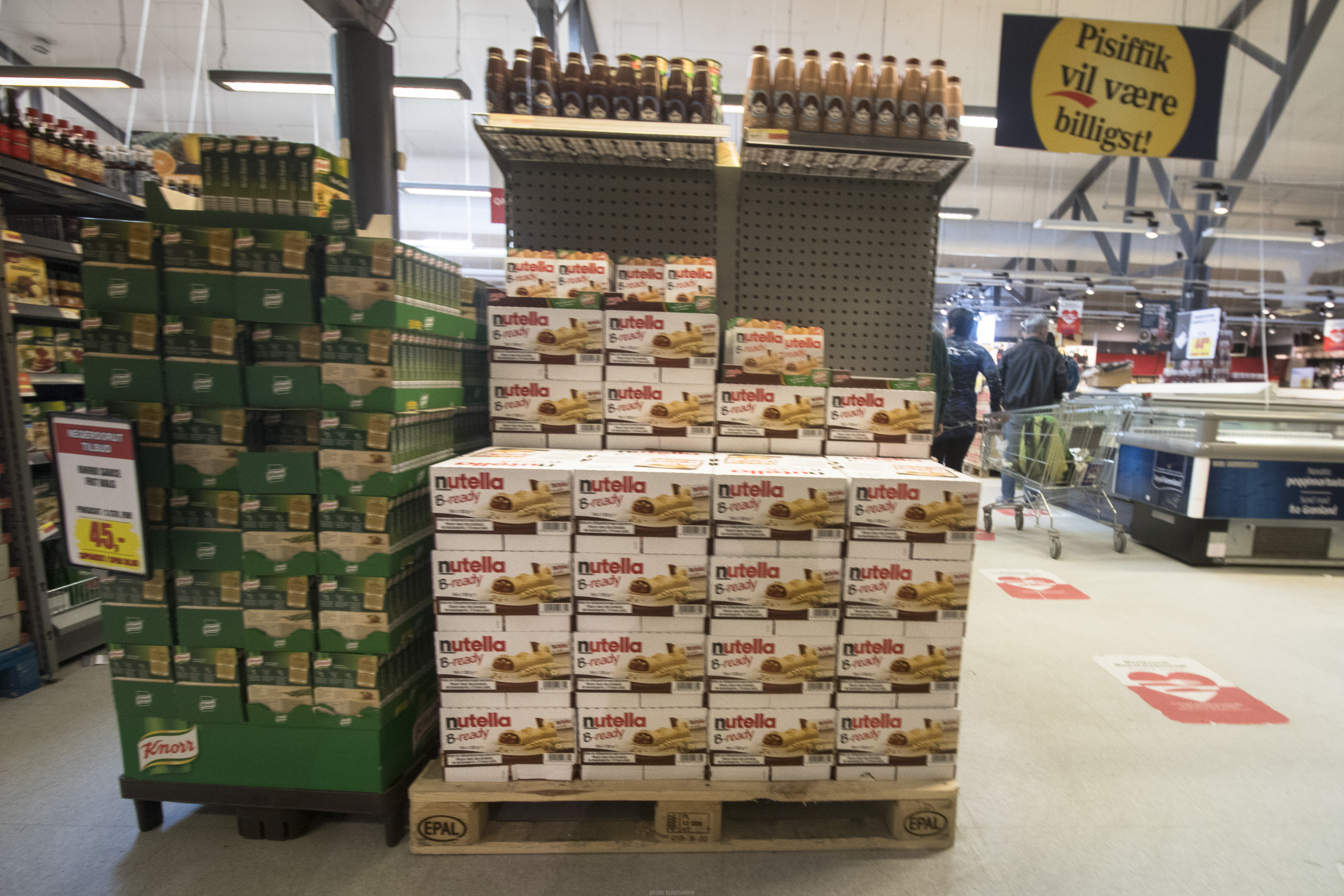
Nutella Ferrero Buiobuione

A Nutellát több különböző létesítményben gyártják.
Olaszországban két üzem van: egy Albában és egy Sant’Angelo dei Lombardiban. Franciaországban Villers-Écallesben van üzeme, Németországban pedig Stadtallendorfban, ez 1956 óta üzemel, innen látják el az észak-európai piacokat is. Közép-Európában Lengyelországban, Csehországban és Szlovákiában gyártják, valamint készül Törökországban is. A dél-afrikai piacra a varsói és a manisai üzemből termelnek.
Észak-Amerikában a termelés Brantfordban zajlik, újabban Mexikóban lévő San José Iturbide üzemben is termelnek.
Ausztráliába és Új-Zélandra Lithgowban gyártják 1970-es évek óta.
A Ferreronak Brazíliában is van egy üzeme, amely a brazil piacot látja el.
A globális termelés 2013-ban körülbelül 350 000 tonna volt.

## Előállítása

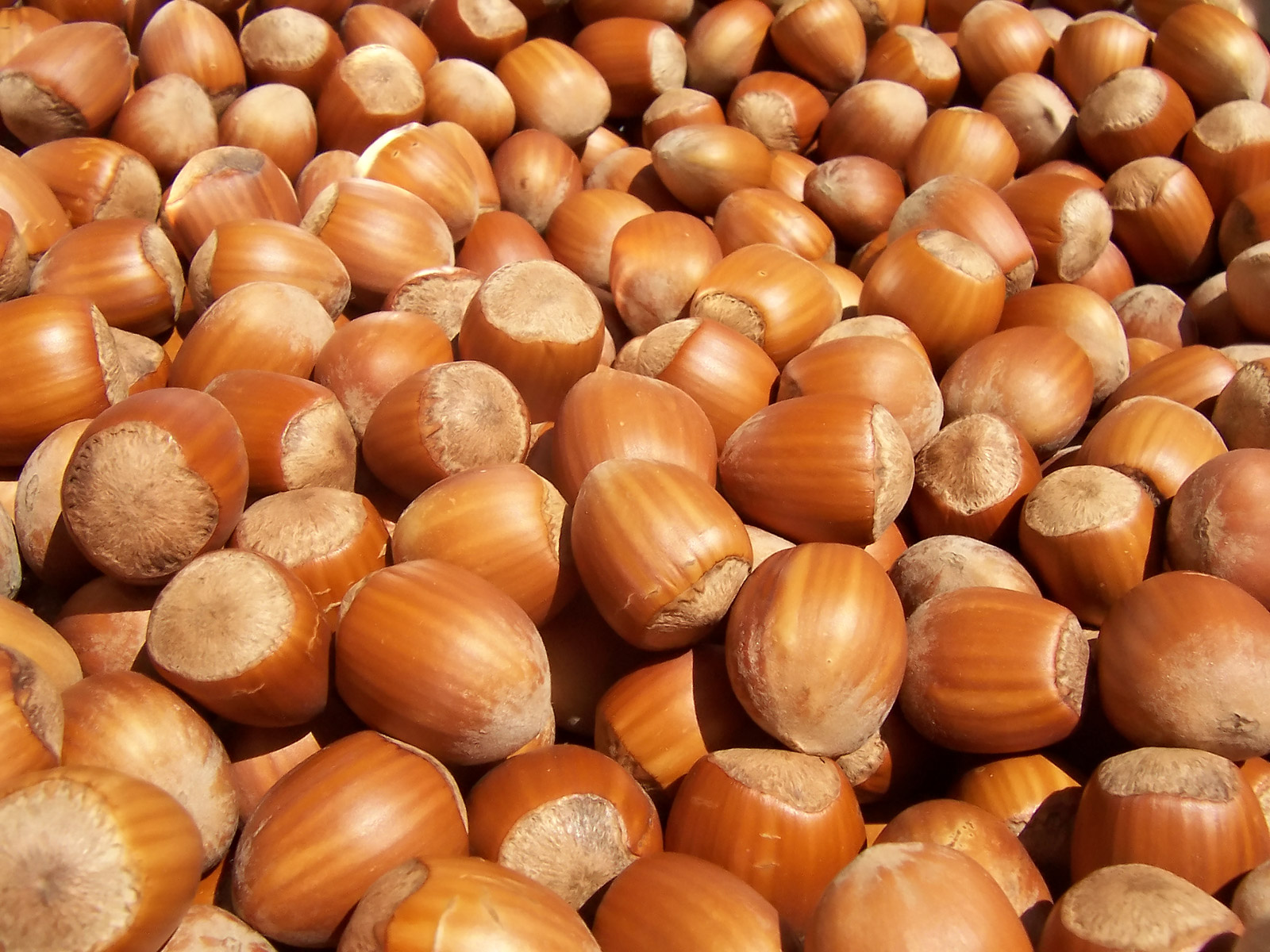
Mogyorók

Hasonlít a kenhető csokoládéhoz, azonban a Nutella kenhető mogyorókrém, kevés kakaó tartalommal. A gyártási folyamata nagyon hasonlít a kenhető csokoládé általános előállításához. A Nutella cukorból, módosított pálmaolajból, mogyoróból, kakaóporból, sovány tejporból, savóporból, lecitint és vanillint tartalmaz.
A folyamat a kakaópor a kakaóbabból való kivonásával kezdődik. A kakaóbabokat a kakaófákról szüretelik és körülbelül tíz napig hagyják száradni, mielőtt feldolgozásra kerülnek. A kakaóbabok kb. 50% kakaóvajat tartalmaz, ezért azokat pörkölni kell, hogy a kakaóbabok folyékony pasztájúak legyenek. Ez a lépés nem elegendő ahhoz, hogy a kakaóbabot csokoládépasztává alakítsa, mivel szobahőmérsékleten megszilárdul, és nem lesz kenhető. A kezdeti sütés után a folyékony paszta sajtolásra kerül, amelyet a vaj kakaóbabból való kipréselésére használnak. A végtermékek kerek csokoládé lemezek.
A második folyamat magában foglalja a mogyorót. Miután a mogyoró megérkezik a feldolgozó üzembe, minőség-ellenőrzésen esnek át, hogy feldolgozásra alkalmasak legyenek. Egy guillotine-t használnak a mogyorók felszeletésére, hogy belülről is ellenőrizni tudják a minőséget. Ezt követően a mogyorót tisztítják és pörkölik. A második minőség-ellenőrzést egy számítógép vezérelt fújtatott levegővel végzik, amely eltávolítja a rossz mogyorókat a tételből. Ezek az ellenőrzések biztosítják, hogy minden egyes üvegben egységes legyen a megjelenés és az íz. A vállalat állítása alapján, 50 db mogyoró található a Nutella minden egyes üvegében.
Ezután a kakaóport összekeverik a mogyoróval, a cukorral, a vanillinnal és a sovány tejporral egy nagy tartályban, amíg pasztaszerűvé nem válik. Ezután módosított pálmaolajat adnak hozzá, hogy segítse megőrizni a Nutella szilárd állapotát szobahőmérsékleten, ami a kakaóbabban található vajat helyettesíti. A keverékhez hozzáadják a tejsavóport, amely a paszta kötőanyagaként működik. A tejsavópor az az adalékanyag, amelyet gyakran alkalmaznak, mivel megakadályozza a termék koagulálását, mivel stabilizálja a zsíremulziókat. A lecitin, az állati és növényi szövetekben található zsíros anyag, hozzáadásra kerül a paszta emulgeálására, mivel elősegíti a különböző összetevők homogenizált keverését, lehetővé téve a paszta kenhetővé tételét. Segíti a kakaópor lipofil tulajdonságait is, amely megtartja a termék elválasztását. A csokoládé édességének növelése érdekében hozzáadnak vanillint. A készterméket ezután csomagolják.

## Tápanyag
A Nutella 10,4% telített zsírt és 58% feldolgozott cukrot tartalmaz. Két evőkanál (37 gramm) adagja 200 kalóriát tartalmaz.

## Tárolás
A címke szerint a Nutellát nem kell hűtőszekrényben tartani. Ez azért van így, mert a termékben található nagy mennyiségű cukor tartósítószerként működik a mikroorganizmusok növekedésének megakadályozásának érdekében. Pontosabban, a cukor tartósítószerként hat a termékben lévő vízben, ami meggátolja a mikroorganizmusok növekedését. A hűtés a Nutellát megkeményíti, mert zsírokat tartalmaz. A mogyorófélék közel 91%-ban egyszeresen telítetlen zsírt tartalmaznak, amelyekről ismert, hogy szobahőmérsékleten folyékonyak, viszont a  hűtőszekrényben megszilárdulnak. Ezenkívül a Nutellában használt pálmaolaj nem igényel hűtést, mert nagy mennyiségű telített zsírt tartalmaz, és ellenáll az avasságnak. A Nutella többi komponense, például a kakaó, a sovány tejpor, a szójalecitin és a vanillin szintén nem igényel hűtést. Ezért a Nutellát nem kell a hűtőszekrénybe helyezni.

## Polgári peres eljárás
Az Egyesült Államokban a Ferrero-t hamis vagy félrevezető reklámozási osztályba sorolták az által, hogy a Nutellának táplálkozási és egészségügyi előnyei vannak (a Nutella "tápláló reggeli részét képezi").
2012 áprilisában a Ferrero beleegyezett, hogy 3 millió dollárt fizet (vásárlónként legfeljebb 5 üveget és üvegenként 4$-t). E mellett arra is kötelezték a Ferrero-t, hogy változtassa meg a Nutella címkézését és a marketingjét, beleértve a televíziós reklámokat és weboldalukat.